# Anonychomyrma fornicata
Anonychomyrma fornicata är en myrart som först beskrevs av Carlo Emery 1914.  Anonychomyrma fornicata ingår i släktet Anonychomyrma och familjen myror. Inga underarter finns listade i Catalogue of Life.